# Mecánica newtoniana

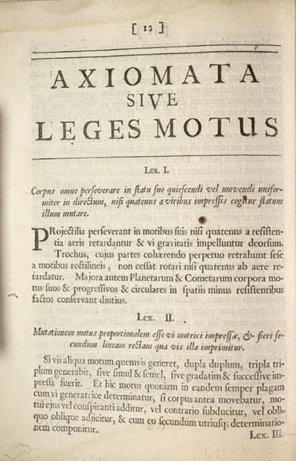
La primera y segunda ley de Newton, en latín, en la edición original de su obra Principia Mathematica.

La mecánica newtoniana o mecánica vectorial es una formulación específica de la mecánica clásica que estudia el movimiento de partículas y sólidos en un espacio euclídeo tridimensional. Los cuerpos tienen velocidad inicial básica de la misma se hace en sistemas de referencia inerciales donde las ecuaciones básicas del movimiento se reducen a las leyes de Newton, en honor a Isaac Newton, quien hizo contribuciones fundamentales a esta teoría.
La mecánica es la parte de la física que estudia el movimiento. Se subdivide en:
- Estática, que trata sobre las fuerzas en equilibrio mecánico.
- Cinemática, que estudia el movimiento sin tener en cuenta las causas que lo producen.
- Dinámica, que estudia los movimientos y las causas que los producen (fuerza y energía).

La mecánica newtoniana es adecuada para describir eventos físicos de la experiencia diaria, es decir, a eventos que suceden a velocidades muchísimo menores que la velocidad de la luz y tienen escala macroscópica. En el caso de sistemas con velocidades próximas a la velocidad de la luz debemos acudir a la mecánica relativista.

## Importancia de la mecánica newtoniana
La mecánica newtoniana es un modelo físico macroscópico para describir el movimiento de los cuerpos en el espacio relacionando este movimiento con sus causas eficientes (fuerzas). Históricamente, la mecánica newtoniana fue el primer modelo dinámico capaz de hacer predicciones importantes sobre el movimiento de los cuerpos, incluyendo las trayectorias de los planetas. Es conceptualmente más simple que otras formulaciones de la mecánica clásica como la  lagrangiana o hamiltoniana, por lo que resulta útil en problemas relativamente sencillos, pero su uso en problemas complicados puede ser más enredado que las otras dos formulaciones.
Y, por supuesto, la mecánica newtoniana es relativamente más sencilla que una teoría como la mecánica cuántica relativista, que describe adecuadamente incluso fenómenos partículas elementales moviéndose a gran velocidad y entornos microscópicos, que no pueden ser adecuadamente modelizados por la mecánica newtoniana.
La mecánica newtoniana es suficientemente válida para la gran mayoría de los casos prácticos cotidianos en una gran cantidad de sistemas. Esta teoría, por ejemplo, describe con gran exactitud sistemas como cohetes, movimiento de planetas, moléculas orgánicas, trompos, trenes y trayectorias de móviles en general.
La mecánica clásica de Newton es ampliamente compatible con otras teorías clásicas como el electromagnetismo y la termodinámica, también "clásicos" (estas teorías tienen también su equivalente cuántico).

## Descripción de la teoría
La mecánica newtoniana se formula sobre un espacio euclídeo tridimensional. La teoría asume la existencia de un tiempo universal compartido por todos los observadores y asume que las partículas siguen trayectorias trazables bien definidas. Varios de estos supuestos de la mecánica newtoniana son abandonados en otras teorías físicas como la mecánica relativista o la mecánica cuántica.

### Posición, velocidad y aceleración
La posición de una partícula con respecto a un punto fijo en el espacio se denota con el vector r, cuya norma, | r | = r, corresponde a la distancia entre el punto fijo y la partícula, y su dirección es la que va desde este punto fijo al lugar en que se ubica la partícula. Si r es una función del tiempo t, denotado por r = f(t), el tiempo t se toma a partir de un tiempo inicial arbitrario:

{\displaystyle \mathbf {r} =\mathbf {f} (t)\,}

Entonces resulta que la velocidad y la aceleración (que también son vectores) vienen dadas por:

{\displaystyle \mathbf {v} ={\frac {{\text{d}}\mathbf {r} }{{\text{d}}t}}=\lim _{\Delta t\to 0}{\Delta \mathbf {r}  \over \Delta t},\qquad \mathbf {a} ={\frac {{\text{d}}\mathbf {v} }{{\text{d}}t}}=\lim _{\Delta t\to 0}{\Delta \mathbf {v}  \over \Delta t}}

La posición indica el lugar del objeto que se está analizando. Si dicho objeto cambia de lugar, la función r describe el nuevo lugar del objeto. El punto clave de la dinámica newtoniana es que la aceleración viene determinada por la fuerza, siendo una fuerza cualquier causa eficiente que puede cambiar el estado de movimiento de una partícula (cambiado su capacidad de hacer trabajo o curvando su trayectoria). Si se dispone de un medio de computar las fuerzas sobre una partícula la trayectoria de una partícula vendrá dada por la ecuación diferencial:

(*){\displaystyle m{\frac {{\text{d}}^{2}\mathbf {r} (t)}{{\text{d}}t^{2}}}=m{\frac {{\text{d}}\mathbf {v} (t)}{{\text{d}}t}}=\mathbf {F} (t)}

donde m es la masa de la partícula. El tratamiento anterior es el usado para describir la dinámica de la partícula, junto a ese tipo de sistemas de la mecánica newtoniana, la mecánica del sólido rígido es una extensión de ese enfoque que también se considera parte de la mecánica newtoniana y que requiere algunos supuestos adicionales, como el que cualquier combinación de fuerzas o admite una fuerza resultante y un momento resultante, y que bajo esos esfuerzos el movimiento del sólido rígido viene descrito por un grupo uniparamétrico de isometrías.
No es que el hecho de que la ecuación (*) sea de segundo orden tiene que ver con el hecho de que para determinar una trayectoria (curva en el espacio), un teorema de geometría diferencial de curvas demuestra que la curvatura y la torsión determina la curva salvo traslación y rotación, por lo que si se especifica la posición inicial (traslación) y la velocidad (rotación) queda determinada la curva o trayectoria de manera única (ya que tanto la curvatura y la torsión de dicha curva son combinaciones de derivadas primeras y segundas).

### Fuerzas
El principio fundamental de la dinámica (segundo principio de Newton) relaciona la masa y la aceleración de un móvil con una magnitud vectorial, la fuerza. Si se supone que m es la masa de un cuerpo y F el vector resultante de sumar todas las fuerzas aplicadas al mismo (resultante o fuerza neta), entonces:

{\displaystyle \mathbf {F} ={\frac {d\mathbf {p} }{dt}}=m\mathbf {a} +{\frac {{\text{d}}m}{{\text{d}}t}}\mathbf {v} }

El segundo término del último miembro se anula para el caso de que la masa del cuerpo sea constante. Nótese que en el caso general, la masa total del cuerpo no es necesariamente constante (bien porque absorban o emitan partículas) entonces m es, necesariamente, independiente de t. Ese caso se da por ejemplo, en un cohete expulsa gases disminuyendo la masa de combustible y por lo tanto, su masa total, que decrece en función del tiempo. A la cantidad m v se le llama momento lineal o cantidad de movimiento.
La función de F se obtiene de consideraciones sobre la circunstancia particular del objeto. La tercera ley de Newton da una indicación particular sobre F: si un cuerpo A ejerce una fuerza F sobre otro cuerpo B, entonces B ejerce una fuerza (fuerza de reacción) de igual magnitud y sentido opuesto sobre A, -F (tercer principio de Newton o principio de acción y reacción).
La fuerza resultante sobre un sólido está caracterizada en mecánica newtoniana por un vector y por una recta de acción. Para una fuerza puntual su recta de acción viene dada por una recta cuyo vector director es paralelo a la fuerza y pasa por el punto de aplicación de dicha fuerza. Para un sistema de fuerzas más complejo la recta de acción resultante es más difícil de encontrar, pero su posición es necesaria para determinar el momento de fuerza resultante y describir si bajo las fuerzas dadas el cuerpo rota cambiando su orientación.

### Energía
Si una fuerza {\displaystyle \mathbf {F} } se aplica a un cuerpo que mantiene una postura regular o en equilibrio, que sigue una trayectoria C, el trabajo realizado por la fuerza es una magnitud escalar de valor:

{\displaystyle W(t)=\int _{C}\mathbf {F} (t)\cdot \mathbf {v} (t)\ dt}

Donde {\displaystyle \mathbf {v} (t)} es la velocidad para cada instante del tiempo. Si se supone que la masa del cuerpo es constante, y {\displaystyle \Delta W\,} es el trabajo total realizado sobre el cuerpo, obtenido al sumar el trabajo realizado por cada una de las fuerzas que actúa sobre el mismo, entonces, aplicando la segunda ley de Newton se puede demostrar que:

{\displaystyle \Delta W=\int m{\frac {{\text{d}}\mathbf {v} (t)}{{\text{d}}t}}\cdot \mathbf {v} (t)\ {\text{d}}t=m\int \mathbf {v} \cdot {\text{d}}\mathbf {v} ={\frac {m}{2}}\Delta (\mathbf {v} ^{2})=\Delta T\,}

En donde T es la llamada energía cinética, también denotada como K. Para una partícula puntual, T se define:

{\displaystyle T={\frac {1}{2}}m\mathbf {v} ^{2}}

Para objetos extensos compuestos por muchas partículas, la energía cinética es la suma de las energías cinéticas de las partículas que lo constituyen. Un tipo particular de fuerzas, conocidas como fuerzas conservativas, puede ser expresado como el gradiente de una función escalar, llamada potencial, V:

{\displaystyle \mathbf {F} =-{\mbox{grad}}\,V=-{\frac {{\text{d}}V}{{\text{d}}\mathbf {r} }}}

Si se suponen todas las fuerzas sobre un cuerpo conservativas, y V es la energía potencial del cuerpo (obtenida por suma de las energías potenciales de cada punto debidas a cada fuerza), entonces existe una función llamada energía mecánica que es constante a lo largo del tiempo, para ver esto se multiplica la (*) escalarmente por la velocidad:

{\displaystyle m{\frac {{\text{d}}^{2}\mathbf {r} }{{\text{d}}t^{2}}}\cdot {\frac {{\text{d}}\mathbf {r} }{{\text{d}}t}}=\mathbf {F} {\frac {{\text{d}}\mathbf {r} }{{\text{d}}t}}=-{\frac {{\text{d}}V}{{\text{d}}\mathbf {r} }}\cdot {\frac {{\text{d}}\mathbf {r} }{{\text{d}}t}},\quad \Rightarrow {\frac {\text{d}}{{\text{d}}t}}\left[{\frac {m}{2}}\left({\frac {{\text{d}}\mathbf {r} }{{\text{d}}t}}\right)^{2}+V\right]={\frac {\text{d}}{{\text{d}}t}}(T+V)=0}

La ecuación anterior puede ilustrarse de manera algo más sencilla si se considera el caso unidimensional:

{\displaystyle m{\ddot {x}}{\dot {x}}=F{\dot {x}}=-{\frac {{\text{d}}V}{{\text{d}}x}}{\dot {x}},\quad \Rightarrow {\frac {\text{d}}{{\text{d}}t}}\left[{\frac {m{\dot {x}}^{2}}{2}}+V\right]={\frac {\text{d}}{{\text{d}}t}}(T+V)=0}

Este resultado es conocido como la ley de conservación de la energía, indicando que la energía mecánica total {\displaystyle E=T+V} o {\displaystyle E=K+U} es constante (no es función del tiempo). Se ha usado la notación de Newton {\displaystyle v={\dot {x}},a={\ddot {x}}}. Nótese que la energía se conserva solo si la masa del cuerpo es constante (no hay emisión de materia) y si la fuerza sobre el cuerpo es conservativa.

### Otros resultados
La segunda ley de Newton permite obtener otros resultados, a su vez considerados como leyes. Ver por ejemplo momento angular.

### Relaciones con otras teorías
Además de la formulación newtoniana de la mecánica clásica, existen otras dos importantes formulaciones alternativas de la mecánica clásica con mayor grado de formalización: la mecánica lagrangiana y la mecánica hamiltoniana.
Si se restringen estas dos formulaciones a estudio del movimiento de sistemas de partículas o sólidos en un espacio euclídeo tridimensional ℝ³ y se consideran sobre el sistemas de coordenadas inerciales, entonces ambas son equivalentes a las leyes de Newton y sus consecuencias. Sin embargo, tanto la mecánica lagrangiana como la mecánica hamiltoniana, debido a la generalidad de su formulación, pueden tratar adecuadamente los sistemas no inerciales sin cambio alguno, además de que en la práctica la resolución de problemas complejos es más sencilla en estas formulaciones más formales.
La mecánica relativista va más allá de la mecánica clásica y trata con objetos que se mueven a velocidades relativamente cercanas a la velocidad de la luz). La mecánica cuántica trata con sistemas de dimensiones reducidas (a escala semejante a la atómica), y la teoría cuántica de campos (véase también campo) trata con sistemas que exhiben ambas propiedades.[cita requerida]